# Утога
Утога  — деревня в Сысольском районе Республики Коми в составе сельского поселения  Межадор. 

## География
Расположена на левобережье реки Сысола на расстоянии 2 км от центра поселения села Межадор на запад-юго-запад.  

## Население
Постоянное население  составляло 14 человек (коми 93%) в 2002 году, 7 в 2010 .